# Byrsonima lanulosa
Byrsonima lanulosa är en tvåhjärtbladig växtart som beskrevs av W. R. Anderson. Byrsonima lanulosa ingår i släktet Byrsonima och familjen Malpighiaceae. Inga underarter finns listade i Catalogue of Life.